# 641 TCN
641 TCN là một năm trong lịch La Mã.